# Изъёль (приток Печоры)
Изъёль — река в России, протекает по территории Вуктыльского и Печерского районов Республики Коми. Левый приток реки Печора.

## География
Устье реки находится в 992 км по левому берегу реки Печора. Длина реки составляет 16 км.

## Этимология
Изъёль — «каменный ручей» на языке коми. От из — «камень, каменный», ёль — «ручей», «лесная речка».

## Данные водного реестра
По данным государственного водного реестра России относится к Двинско-Печорскому бассейновому округу, водохозяйственный участок реки — Печора от водомерного поста у посёлка Шердино до впадения реки Уса, речной подбассейн реки — бассейны притоков Печоры до впадения Усы. Речной бассейн реки — Печора.
Код объекта в государственном водном реестре — 03050100212103000063078.